# Fasadbeklädnad
Fasadbeklädnad är en ytbeklädnad som skyddar byggnadens ytterväggar mot främst nederbörd, för att förhindra skador i väggkonstruktionen. Fasadbeklädnaden har också en estetisk funktion. Ökade krav på fuktsäkerhet har bidragit till att ventilerade fasader har fått ökad användning.  Fasadbeklädnad t ex skivor monteras på läkt av trä eller stål med ventilerad och dränerad luftspalt. Träläkt monteras alltid vertikalt och får i Sverige inte vara tryckimpregnerad i denna applikation. Det är viktigt att luft får fri passage både i under och överkant av fasadytan. Exempel på ventilerat fasasadsystem finns hos en materialtillverkare. 